# Marudd
Marudd [Marúdd] (fi Marjaniemi) är en stadsdel i Botby distrikt i Helsingfors stad. 
Marudd är en havsnära stadsdel som byggdes på 1920-talet som ett villasamhälle, då främst för sommarvillor. Området är fortfarande småhusbetonat, fastän en stor del av de ursprungliga villorna försvunnit.   